# 장클로드 베루에

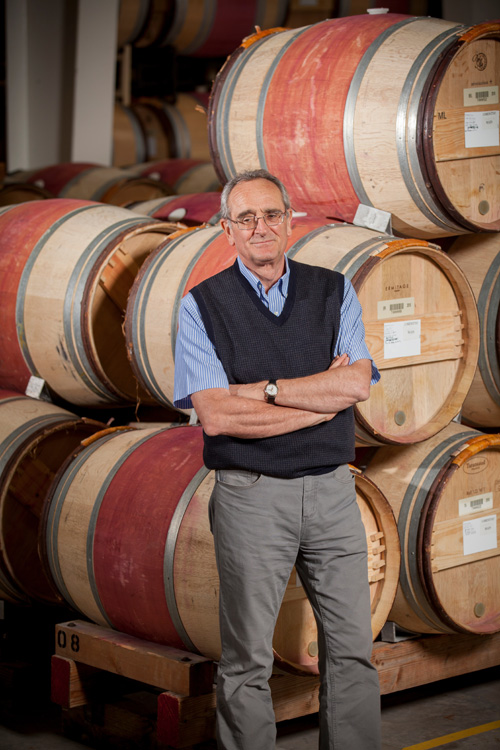
장클로드 베루에

장클로드 베루에(프랑스어: Jean-Claude Berrouet)는 프랑스의 와인 제작자이다.
그는 스페인 바스크계 집안에서 태어났다. 베루에 가문은 할아버지 대에 이르러 프랑스 보르도에 정착하였다. 베루에는 와인숍을 운영하던 할아버지의 영향으로 8세 때부터 와인을 접해왔고, 보르도 양조대학에 진학하였다. 21세 때 최고급 와인으로 통하는 페트뤼스(Petrus)의 오너 장피에르 무엑스(Jean-Pierre Moueix)를 만났고, 1964년 무엑스 가문에 들어가 본격적으로 와인을 제조업에 뛰어들었다. 이후 장장 44년에 걸쳐 '샤토 페트뤼스'의 양조업에 힘썼고 페트뤼스를 세계 최고의 반열에 올려놓았다. 2008년 와인 양조 책임자 자리를 아들 장프랑수아에게 넘겼다. 2014년 롯데백화점 35주년 기념 와인으로 페트뤼스의 '샤토 사미옹'과 '에리미나 화이트'가 선정된 것을 듣고 방한하였다.